# Friderik Baraga

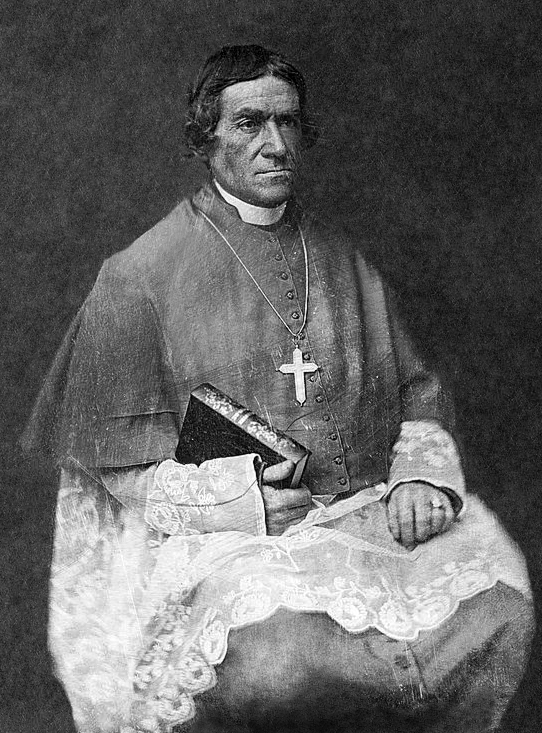
Irenej Friderik Baraga

Irenej Friderik Baraga (Krajna, 1797. június 29. – Marquette, Michigan, USA, 1868. június 23.) szlovén misszionárius, hittérítő püspök, filológus és etnográfus.

## Élete
Jogot és teológiát végzett és 7 évig hazájában volt pap. Később püspök lett az Amerikai Egyesült Államokban, a Felső-tó környékén. 1851-ben az indiánok közé ment hittérítőnek, akiknek oly buzgalommal hirdette Jézus tanítását és szeretetét, hogy közülük több mint 3000-et megtérített. Számos indián nyelvű könyvet írt: egy imakönyvet, az Ó- és az Újtestamentum indián nyelvű változatát, a keresztény tan magyarázatát, hitszónoklatokat, az algonkin nyelvcsaládhoz tartozó odzsibva nyelv nyelvtanát és szótárát.